# Смітфілд (Огайо)
Смітфілд (англ. Smithfield) — селище (англ. village) в США, в окрузі Джефферсон штату Огайо. Населення — 869 осіб (2010).

## Географія
Смітфілд розташований за координатами 40°16′18″ пн. ш. 80°46′38″ зх. д. / 40.27167° пн. ш. 80.77722° зх. д. (40.271558, -80.777267).  За даними Бюро перепису населення США в 2010 році селище мало площу 2,45 км², уся площа — суходіл.

## Демографія
Згідно з переписом 2010 року, у селищі мешкало 869 осіб у 362 домогосподарствах у складі 234 родин. Густота населення становила 355 осіб/км².  Було 437 помешкань (178/км²).
Расовий склад населення:
| - 86,7 % — білих - 11,3 % — чорних або афроамериканців - 0,1 % — вихідців з тихоокеанських островів |

До двох чи більше рас належало 1,6 %. Частка іспаномовних становила 1,2 % від усіх жителів.
За віковим діапазоном населення розподілялося таким чином: 22,4 % — особи молодші 18 років, 60,3 % — особи у віці 18—64 років, 17,3 % — особи у віці 65 років та старші. Медіана віку мешканця становила 42,9 року. На 100 осіб жіночої статі у селищі припадало 90,6 чоловіків;  на 100 жінок у віці від 18 років та старших — 90,9 чоловіків також старших 18 років.
Середній дохід на одне домашнє господарство  становив 44 256 доларів США (медіана — 40 125), а середній дохід на одну сім'ю — 50 922 долари (медіана — 45 804). Медіана доходів становила 37 115 доларів для чоловіків та 28 750 доларів для жінок. За межею бідності перебувало 16,7 % осіб, у тому числі 22,5 % дітей у віці до 18 років та 16,0 % осіб у віці 65 років та старших.
Цивільне працевлаштоване населення становило 343 особи. Основні галузі зайнятості: освіта, охорона здоров'я та соціальна допомога — 27,4 %, роздрібна торгівля — 19,5 %, будівництво — 13,7 %, мистецтво, розваги та відпочинок — 11,1 %.